# Li Zhichang
Li Zhichang (chinesisch 李志常, Pinyin Lǐ Zhìcháng; * 1193; † 1256), Großjährigkeitsname (zi) Hàorán (浩然), weiterer angenommener Name (hào) Zhēnchángzǐ (真常子) stammte aus Guancheng (观城), Kaizhou (开州) (heute Fancheng (范城 Fànchéng), Provinz Shandong). Er war seit 1238 das 7. Oberhaupt der daoistischen Quanzhen-Schule. Während dieses Amtes legte er großen Wert darauf, im Exil befindliche Gelehrte und andere große Männer aufzunehmen. Die Schule erreichte in dieser Zeit ihren Zenit. Als in den späteren Jahren zu Beginn der Mongolen-Dynastie dem Buddhismus der Vorzug gegeben wurde, wurde der Quanzhen-Daoismus unterdrückt.
Li Zhichang ist der Verfasser des Changchun zhenren xiyou ji (长春真人西游记), einer der berühmtesten chinesischen Reisebeschreibungen.
In dem Wuxia-Roman (chinesisch 神鵰俠 / 神雕侠侣, Pinyin Shén diāo xiá lǚ) von Jin Yong (金庸) taucht Li Zhichang als Figur ebenfalls auf.

## Werke
- Youxuan ji (又玄集), 20 juan (verloren)
- Changchun zhenren xiyou ji (长春真人西游记), 2 juan (ins Englische übersetzt von Arthur Waley in der Reihe The Broadway Travellers)

## Namensvarianten
Li Chih-ch'ang
| Personendaten    | Personendaten                              |
| ---------------- | ------------------------------------------ |
| NAME             | Li Zhichang                                |
| ALTERNATIVNAMEN  | Lǐ Zhìcháng; 李志常 (chinesisch)           |
| KURZBESCHREIBUNG | Oberhaupt der daoistischen Quanzhen-Schule |
| GEBURTSDATUM     | 1193                                       |
| STERBEDATUM      | 1256                                       |